# Princess Royal Island, Nunavut
Princess Royal Island är en ö i Kanada.   Den ligger i territoriet Nunavut, i den norra delen av landet, 3 600 km norr om huvudstaden Ottawa. Arean är 11,7 kvadratkilometer.
Terrängen på Princess Royal Island är platt. Öns högsta punkt är 140 meter över havet. Den sträcker sig 4,8 kilometer i nord-sydlig riktning, och 4,4 kilometer i öst-västlig riktning.
Trakten runt Princess Royal Island består i huvudsak av gräsmarker. Trakten runt Princess Royal Island är nära nog obefolkad, med mindre än två invånare per kvadratkilometer.